# Funzione di produzione Cobb-Douglas
Le funzioni di produzione Cobb-Douglas sono una classe di funzioni di produzione rappresentabili come {\displaystyle Q:\mathbb {R} ^{N}\mapsto \mathbb {R} }, dove:
{\displaystyle Q(x_{1},\ldots ,x_{N})=b\prod _{i=1}^{N}x_{i}^{\alpha _{i}},\ b>0,\ \alpha _{i}\geq 0,\ x_{i}\geq 0,\ i=1,\ldots ,N}
in cui Q indica la quantità prodotta, xi il fattore di produzione i-esimo impiegato nella produzione, mentre b e α1, α2,...,αn sono costanti.
La costante b è una costante moltiplicativa che può essere considerata un indicatore del grado di efficienza nell'utilizzo di tutti i fattori di produzione. È dunque un parametro di efficienza che indica il livello della tecnologia.
La somma delle α costanti determina il tipo dei rendimenti di scala. Così, avremo:
- rendimenti di scala decrescenti se {\displaystyle \ \sum _{i}\alpha _{i}<1};
- rendimenti di scala costanti se {\displaystyle \ \sum _{i}\alpha _{i}=1};
- rendimenti di scala crescenti se {\displaystyle \ \sum _{i}\alpha _{i}>1}.

Le funzioni Cobb-Douglas sono anche chiamate log-lineari, perché lineari nei logaritmi. Trasformando in logaritmi si ottiene infatti:

{\displaystyle \log Q=\log b+\sum _{i=1}^{N}\alpha _{i}\log x_{i}}
Per le loro proprietà particolarmente convenienti (differenziabilità, quasiconcavità) e la facilità con cui è possibile trattarle analiticamente, sono molto utilizzate nei modelli economici.
Le funzioni di costo e di utilità Cobb-Douglas hanno la medesima forma delle funzioni di produzione qui considerate.

## Proprietà

### Produttività marginale
Data una generica funzione di produzione Cobb-Douglas, la produttività marginale del fattore i-esimo è data da:
{\displaystyle {\frac {\partial Q}{\partial x_{i}}}={\frac {\alpha _{i}}{x_{i}}}b\prod _{i=1}^{N}x_{i}^{\alpha _{i}}=\alpha _{i}{\frac {Q}{x_{i}}}}

### Saggio Marginale di Sostituzione Tecnica
Il saggio marginale di sostituzione tecnica (SMST) del fattore i con il fattore j è dato da:
{\displaystyle SMST_{ij}={\frac {\partial Q/\partial x_{i}}{\partial Q/\partial x_{j}}}={\frac {\alpha _{i}x_{j}}{\alpha _{j}x_{i}}}}

### Elasticità di sostituzione
L'elasticità di sostituzione (σ) è costante ed unitaria. Infatti, dall'equazione precedente deriva:
{\displaystyle \log SMST_{ij}=\log {\frac {\alpha _{i}}{\alpha _{j}}}+\log {\frac {x_{j}}{x_{i}}}}
da cui segue che:
{\displaystyle \sigma ={\frac {d\log {\frac {x_{j}}{x_{i}}}}{d\log SMST_{ij}}}=1}.
Le funzioni Cobb-Douglas possono anche essere viste come un caso particolare delle funzioni CES, quello in cui il parametro ρ delle CES sia uguale a zero.

## Genesi e fortuna della funzione di produzione Cobb-Douglas
Nella specificazione a due fattori -- lavoro (L) e terra (T) -- con rendimenti di scala costanti, la funzione di produzione Cobb-Douglas venne originariamente utilizzata da Philip Wicksteed e Knut Wicksell:
{\displaystyle \ Q=b\ L^{\alpha }T^{1-\alpha }\ \ 0<\alpha <1\ \ L,T\geq 0\ b>0} (1)
La (1) è una funzione omogenea di primo grado, per la quale dunque, in base al teorema di Eulero sulle funzioni omogenee, vale la seguente relazione:
{\displaystyle Q={\frac {\partial Q}{\partial L}}L+{\frac {\partial Q}{\partial T}}T}
Assumendo l'uguaglianza tra la produttività marginale dei fattori produttivi ({\displaystyle \ \partial Q/\partial L} e {\displaystyle \ \partial Q/\partial T}) e la loro remunerazione in termini fisici, questa forma funzionale permette di non avere residui nella distribuzione del prodotto. Indicando infatti con w la quota del prodotto che va al lavoro (salario) e con r quella spettante alla terra (rendita), possiamo scrivere:
{\displaystyle {\frac {\partial Q}{\partial L}}L+{\frac {\partial Q}{\partial T}}T=Q=wL+rT}

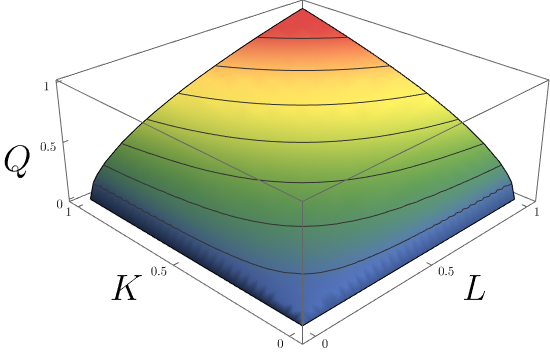
Esempio di funzione Cobb-Douglas

In caso di rendimenti di scala costanti, in cui è quindi possibile assumere che ciascun fattore venga remunerato in base alla sua produttività marginale senza che questo generi residui, gli esponenti α e (1-α) hanno poi un significato economico preciso. Essi rappresentano infatti la quota del prodotto totale imputabile a ciascun fattore. Abbiamo infatti che:
{\displaystyle {\frac {wL}{Q}}={\frac {\partial Q}{\partial L}}{\frac {L}{Q}}=\alpha }
{\displaystyle {\frac {rT}{Q}}={\frac {\partial Q}{\partial T}}{\frac {T}{Q}}=1-\alpha }
Nella (1) si hanno poi rendimenti di scala costanti (la funzione è omogenea di primo grado), ma produttività marginali decrescenti per i singoli fattori. Infatti:
{\displaystyle {\frac {\partial ^{2}Q}{\partial L^{2}}}=-\alpha (1-\alpha ){\frac {Q}{L^{2}}}<0}
{\displaystyle {\frac {\partial ^{2}Q}{\partial T^{2}}}=-\alpha (1-\alpha ){\frac {Q}{T^{2}}}<0}
Inoltre, la produttività marginale di ogni fattore aumenta all'aumentare del livello di impiego dell'altro fattore. In simboli:
{\displaystyle {\frac {\partial }{\partial T}}\left({\frac {\partial Q}{\partial L}}\right)={\frac {\partial }{\partial L}}\left({\frac {\partial Q}{\partial T}}\right)=\alpha (1-\alpha ){\frac {Q}{LT}}>0}
Da questo derivano isoquanti inclinati negativamente e convessi. Infatti:
{\displaystyle {\frac {dT}{dL}}=-SMST_{LT}=-{\frac {\partial Q/\partial L}{\partial Q/\partial T}}=-{\frac {\alpha }{1-\alpha }}{\frac {T}{L}}<0} (2)
{\displaystyle {\frac {d^{2}T}{dL^{2}}}={\frac {d}{dL}}\left(-{\frac {\alpha }{1-\alpha }}{\frac {T}{L}}\right)=-{\frac {\alpha }{(1-\alpha )L}}\left({\frac {dT}{dL}}-{\frac {T}{L}}\right)>0} (3)
La (2) dimostra l'inclinazione negativa degli isoquanti e la (3) la loro convessità.
Questa classe di funzioni divenne famosa dopo essere stata utilizzata da Paul Douglas e Charles Cobb (il matematico che ne studiò le proprietà analitiche), in uno studio empirico dell'economia americana originariamente pubblicato nel 1928 (da qui il nome). In tale studio si adottava una forma della funzione del tipo:
{\displaystyle \ Q=b\ L^{\alpha }K^{1-\alpha }}
dove K rappresenta il valore aggregato del capitale fisico, cioè l'insieme dei mezzi di produzione.
Da allora sono state numerosissime le applicazioni empiriche e le modellizzazioni teoriche che hanno utilizzato tale specificazione della funzione di produzione, e tutte le altre forme funzionali sviluppate in seguito (dalla funzione di produzione CES alla translogaritmica) possono essere considerate, per quanto complicate, semplici tentativi di rendere più generale e flessibile la Cobb-Douglas.

## Funzione di costo duale di una funzione di produzione Cobb-Douglas
Data una funzione di produzione Cobb-Douglas, del tipo:
{\displaystyle b\prod _{i=1}^{n}x_{i}^{\alpha _{i}}=q}
la funzione di costo associata, cioè la funzione valore del problema di minimizzazione dei costi con vincolo costituito dalla funzione di produzione Cobb-Douglas, in simboli:
{\displaystyle \ C(p_{1},\ldots ,p_{n},q)=\min _{x_{1},\ldots ,x_{n}}\{\sum _{i=1}^{n}p_{i}\ x_{i}\ \mid \ b\prod _{i=1}^{n}x_{i}^{\alpha _{i}}\geq q\}}
è data da:
{\displaystyle \ C(p_{1},\ldots ,p_{n},q)=Bq^{1/\sum _{i=1}^{n}\alpha _{i}}\prod _{i=1}^{n}p_{i}^{\alpha _{i}/\sum _{i=1}^{n}\alpha _{i}}}
in cui B è una costante positiva, combinazione non lineare dei parametri della funzione di produzione.
Un'interessante proprietà di questa funzione di costo è che è di tipo Cobb-Douglas. È infatti una proprietà delle funzioni di produzione Cobb-Douglas quella di generare funzioni di costo Cobb-Douglas e viceversa. Per questo motivo le Cobb-Douglas sono chiamate funzioni self-dual (letteralmente "duali di sé stesse").
Inoltre, indipendentemente dall'elasticità di scala della funzione di produzione, la funzione di costo è non decrescente nell'output e linearmente omogenea nei prezzi dei fattori.
Nel caso in cui la funzione di produzione Cobb-Douglas sia a rendimenti di scala costanti la funzione di costo diventa:
{\displaystyle C(P,q)={\frac {q}{b}}\ P}
dove
{\displaystyle \ P(p_{1},\ldots ,p_{n})=\prod _{i=1}^{n}\left({\frac {p_{i}}{\alpha _{i}}}\right)^{\alpha _{i}}}
è un indice del livello generale dei prezzi dei fattori associato alla tecnologia Cobb-Douglas.